# Mogotón
Il Mogotón è una montagna dell'America centrale che si trova al confine tra Nicaragua e Honduras. Con la sua altitudine di 2107 metri s.l.m., rappresenta il punto più elevato del territorio del Nicaragua.